# Euploea oropina
Euploea oropina är en fjärilsart som beskrevs av Hans Fruhstorfer 1910. Euploea oropina ingår i släktet Euploea och familjen praktfjärilar. Inga underarter finns listade i Catalogue of Life.